# 牡丹岭
牡丹岭，位于吉林省延边州敦化县南部和安图县北部，为牡丹江与第二松花江的分水岭。

## 位置
西自富尔河源头，东止荒沟岭隘口接英额岭，近东西走向，长约110公里，宽约15公里。

## 地质
山体主要由燕山期花岗岩组成，间有少部分下古生界变质岩，个别山顶覆盖有第三纪玄武岩。

## 地貌
以中山为主，海拔1000米左右，相对高度500米左右。山顶和缓，山坡坡度较大，切割轻微。主要山峰有寒葱岭（1164米）、长岭（1127米）等。山上森林茂密，侵蚀轻微。